# Eduardo Lust
Eduardo Manuel Lust Hitta (Paysandú, 30 de octubre de 1959) es un político, docente y abogado uruguayo, fue parte del partido Cabildo Abierto hasta su renuncia en febrero de 2023. En diciembre de 2023, la Corte Electoral uruguaya habilitó la creación de su nuevo partido, el Partido Constitucional Ambientalista, del que forma parte actualmente.

## Biografía
Abogado por la Universidad de la República donde es profesor de Derecho Constitucional.
Era simpatizante del Partido Nacional y desde 2019 hasta febrero del año 2023 perteneció al partido Cabildo Abierto. Luego de abandonar dicho partido creó el Partido Constitucional Ambientalista.
Los abogados como Gustavo Salle y Lust, y el ingeniero César Vega entre otras personalidades, se han opuesto públicamente al proyecto empresarial privado UPM 2.
Fue elegido diputado por Montevideo para el período 2020-2025. Con el diputado colorado Gustavo Zubía coinciden en el propósito de reformar el Código del Proceso Penal actualmente vigente.
El 8 de febrero del 2023 el diputado Eduardo Lust renunció a Cabildo Abierto. Lust pretende crear un movimiento constitucional ambientalista. El diputado se quedará con la banca pese a que Guillermo Domenech, presidente de Cabildo Abierto, le advirtió que tenía que renunciar porque el escaño le pertenece al partido. "No accedió a dejar la banca", aseguró Domenech; Lust, por el contrario, considera que la banca es del legislador. Eduardo Lust ya había intentado dejar el partido a principios de 2022, luego de una fuerte polémica. En entrevista con El País, sostuvo que lo llamaron de varios partidos y que seguirá leal a la coalición de gobierno, alianza que augura se romperá “a más tardar en febrero de 2024” con la salida de Cabildo.